# 6 Heures de Silverstone 2011
Navigation
Édition précédente Édition suivante
Les 6 Heures de Silverstone 2011 sont la 24e édition de l'épreuve et ont été remportées le 11 septembre 2011 par la No 7 du Team Peugeot Total pilotée par Sébastien Bourdais et Simon Pagenaud.

## Circuit

Le Circuit de Silverstone, cadre des 6 Heures de Silverstone 2011.

Les 6 Heures de Silverstone 2011 se déroulent sur le Circuit de Silverstone en Angleterre. Il est caractérisé par ses courbes rapides, comme l'enchaînement Maggots-Becketts-Chapel très sélectif, suivi d'une longue ligne droite jusqu'au virage Stowe. Ce site est ancré dans la compétition automobile; néanmoins il a connu plus de 10 modifications de son tracé, la dernière datant de 2010. Ce circuit est célèbre car il accueille la Formule 1, dont la première manche s'est déroulée sur ce circuit.

## Qualifications
Voici le classement officiel au terme des qualifications. Les premiers de chaque catégorie sont signalés par un fond jauni.
| Pos | Cat     | Équipe                      | Pilote                   | Temps        | Grille |
| --- | ------- | --------------------------- | ------------------------ | ------------ | ------ |
| 1   | LMP1    | #7 Peugeot Sport Total      | Simon Pagenaud           | 1:43.924     | 1      |
| 2   | LMP1    | #2 Audi Sport Team Joest    | Allan McNish             | 1:44.856     | 2      |
| 3   | LMP1    | #8 Peugeot Sport Total      | Stéphane Sarrazin        | 1:45.102     | 3      |
| 4   | LMP1    | #1 Audi Sport Team Joest    | Timo Bernhard            | 1:46.621     | 4      |
| 5   | LMP1    | #12 Rebellion Racing        | Nicolas Prost            | 1:47.684     | 5      |
| 6   | LMP1    | #15 OAK Racing              | Guillaume Moreau         | 1:47.785     | 6      |
| 7   | LMP1    | #24 OAK Racing              | Alexandre Prémat         | 1:47.890     | 7      |
| 8   | LMP1    | #13 Rebellion Racing        | Jean-Christophe Boullion | 1:48.287     | 8      |
| 9   | LMP1    | #16 Pescarolo Team          | Julien Jousse            | 1:48.624     | 9      |
| 10  | LMP2    | #42 Strakka Racing          | Danny Watts              | 1:49.619     | 10     |
| 11  | LMP2    | #41 Greaves Motorsport      | Tom Kimber-Smith         | 1:50.922     | 11     |
| 12  | LMP1    | #007 Aston Martin Racing    | Adrián Fernández         | 1:52.151     | 12     |
| 13  | LMP2    | #46 TDS Racing              | Jody Firth               | 1:52.224     | 13     |
| 14  | LMP2    | #40 Race Performance        | Michel Frey              | 1:52.457     | 14     |
| 15  | LMP2    | #26 Signatech Nissan        | Lucas Ordoñez            | 1:53.233     | 15     |
| 16  | LMP2    | #45 Boutsen Energy Racing   | Dominik Kraihamer        | 1:53.247     | 16     |
| 17  | LMP2    | #39 Pecom Racing            | Matías Russo             | 1:53.791     | 17     |
| 18  | LMP2    | #36 RML                     | Thomas Erdos             | 1:55.236     | 18     |
| 19  | LMP2    | #35 OAK Racing              | Jean-François Yvon       | 1:57.817     | 19     |
| 20  | FLM     | #92 Neil Garner Motorsport  | Phil Keen                | 1:58.143     | 20     |
| 21  | FLM     | #99 JMB Racing              | Kyle Marcelli            | 1:59.053     | 21     |
| 22  | FLM     | #93 Genoa Racing            | Jordan Grogor            | 1:59.907     | 22     |
| 23  | FLM     | #95 Pegasus Racing          | Julien Schell            | 2:00.061     | 23     |
| 24  | GTE-Pro | #55 BMW Motorsport          | Augusto Farfus           | 2:01.768     | 24     |
| 25  | GTE-Pro | #56 BMW Motorsport          | Andy Priaulx             | 2:02.096     | 25     |
| 26  | GTE-Pro | #71 AF Corse                | Toni Vilander            | 2:02.774     | 26     |
| 27  | GTE-Pro | #77 Team Felbermayr-Proton  | Marc Lieb                | 2:02.787     | 27     |
| 28  | GTE-Pro | #59 Luxury Racing           | Frédéric Makowiecki      | 2:02.934     | 28     |
| 29  | GTE-Pro | #76 IMSA Performance Matmut | Wolf Henzler             | 2:02.937     | 29     |
| 30  | GTE-Pro | #75 Prospeed Competition    | Marco Holzer             | 2:02.950     | 30     |
| 31  | GTE-Pro | #51 AF Corse                | Gianmaria Bruni          | 2:02.971     | 31     |
| 32  | GTE-Pro | #66 JMW Motorsport          | Rob Bell                 | 2:03.118     | 32     |
| 33  | GTE-Pro | #70 Kessel Racing           | Philipp Peter            | 2:03.295     | 33     |
| 34  | GTE-Pro | #79 Jota                    | Sam Hancock              | 2:03.433     | 34     |
| 35  | GTE-Pro | #58 Luxury Racing           | Anthony Beltoise         | 2:03.659     | 35     |
| 36  | GTE-Pro | #89 Hankook Team Farnbacher | Allan Simonsen           | 2:03.864     | 36     |
| 37  | GTE-Am  | #67 IMSA Performance Matmut | Nicolas Armindo          | 2:04.028     | 37     |
| 38  | GTE-Am  | #63 Proton Competition      | Patrick Long             | 2:04.172     | 38     |
| 39  | GTE-Am  | #62 CRS Racing              | Tim Mullen (en)          | 2:04.427     | 39     |
| 40  | GTE-Am  | #57 Krohn Racing            | Niclas Jönsson           | 2:04.987     | 40     |
| 41  | GTE-Am  | #61 AF Corse                | Marco Cioci              | 2:05.103     | 41     |
| 42  | GTE-Pro | #65 Lotus Jetalliance       | James Rossiter           | 2:05.143     | 42     |
| 43  | GTE-Am  | #88 Team Felbermayr-Proton  | Horst Felbermayr, Jr.    | 2:06.392     | 43     |
| 44  | GTE-Am  | #60 Gulf AMR Middle East    | Fabien Giroix            | 2:06.976     | 44     |
| 45  | GTE-Pro | #64 Lotus Jetalliance       | David Heinemeier Hansson | 2:07.831     | 45     |
| 46  | GTE-Am  | #82 CRS Racing              | Klaas Hummel             | 2:13.219     | 46     |
| 47  | LMP1    | #23 Mik Corse               | Pas de temps             | Pas de temps | 47     |
| 48  | LMP2    | #43 RLR Msport              | Pas de temps             | Pas de temps | 48     |
| 49  | GTE-Am  | #50 Larbre Compétition      | Pas de temps             | Pas de temps | 49     |

## Résultats
Voici le classement officiel au terme de la course.
- Les premiers de chaque catégorie du championnat du monde sont signalés par un fond jaune.
- Pour la colonne Pneus, il faut passer le curseur au-dessus du modèle pour connaître le manufacturier de pneumatiques.

| Pos | Cat     | n°  | Équipe                  | Pilotes                                                   | Châssis                          | Pneus | Tours |
| Pos | Cat     | n°  | Équipe                  | Pilotes                                                   | Moteur                           | Pneus | Tours |
| --- | ------- | --- | ----------------------- | --------------------------------------------------------- | -------------------------------- | ----- | ----- |
| 1   | LMP1    | 7   | Peugeot Sport Total     | Sébastien Bourdais Simon Pagenaud                         | Peugeot 908                      | M     | 190   |
| 1   | LMP1    | 7   | Peugeot Sport Total     | Sébastien Bourdais Simon Pagenaud                         | Peugeot HDi 3,7 L V8 (Diesel)    | M     | 190   |
| 2   | LMP1    | 1   | Audi Sport Team Joest   | Timo Bernhard Marcel Fässler                              | Audi R18 TDI                     | M     | 190   |
| 2   | LMP1    | 1   | Audi Sport Team Joest   | Timo Bernhard Marcel Fässler                              | Audi TDI 3,7 L Turbo V6 (Diesel) | M     | 190   |
| 3   | LMP1    | 24  | OAK Racing              | Olivier Pla Alexandre Prémat                              | OAK Pescarolo 01                 | D     | 185   |
| 3   | LMP1    | 24  | OAK Racing              | Olivier Pla Alexandre Prémat                              | Judd DB 3,4 L V8                 | D     | 185   |
| 4   | LMP1    | 13  | Rebellion Racing        | Andrea Belicchi Jean-Christophe Boullion                  | Lola B10/60                      | M     | 185   |
| 4   | LMP1    | 13  | Rebellion Racing        | Andrea Belicchi Jean-Christophe Boullion                  | Toyota RV8KLM 3,4 L V8           | M     | 185   |
| 5   | LMP1    | 15  | OAK Racing              | Matthieu Lahaye Guillaume Moreau Pierre Ragues            | OAK Pescarolo 01                 | D     | 185   |
| 5   | LMP1    | 15  | OAK Racing              | Matthieu Lahaye Guillaume Moreau Pierre Ragues            | Judd DB 3,4 L V8                 | D     | 185   |
| 6   | LMP1    | 16  | Pescarolo Team          | Emmanuel Collard Christophe Tinseau Julien Jousse         | Pescarolo 01                     | M     | 185   |
| 6   | LMP1    | 16  | Pescarolo Team          | Emmanuel Collard Christophe Tinseau Julien Jousse         | Judd GV5 S2 5.0 L V10            | M     | 185   |
| 7   | LMP1    | 2   | Audi Sport Team Joest   | Tom Kristensen Allan McNish                               | Audi R18 TDI                     | M     | 184   |
| 7   | LMP1    | 2   | Audi Sport Team Joest   | Tom Kristensen Allan McNish                               | Audi TDI 3,7 L Turbo V6 (Diesel) | M     | 184   |
| 8   | LMP1    | 8   | Peugeot Sport Total     | Franck Montagny Stéphane Sarrazin                         | Peugeot 908                      | M     | 181   |
| 8   | LMP1    | 8   | Peugeot Sport Total     | Franck Montagny Stéphane Sarrazin                         | Peugeot HDi 3,7 L V8 (Diesel)    | M     | 181   |
| 9   | LMP1    | 007 | Aston Martin Racing     | Adrián Fernández Harold Primat Christian Klien            | Lola-Aston Martin B09/60         | M     | 179   |
| 9   | LMP1    | 007 | Aston Martin Racing     | Adrián Fernández Harold Primat Christian Klien            | Aston Martin 6,0 L V12           | M     | 179   |
| 10  | LMP2    | 41  | Greaves Motorsport      | Karim Ojjeh Tom Kimber-Smith Olivier Lombard              | Zytek Z11SN                      | D     | 178   |
| 10  | LMP2    | 41  | Greaves Motorsport      | Karim Ojjeh Tom Kimber-Smith Olivier Lombard              | Nissan VK45DE 4,5 L V8           | D     | 178   |
| 11  | LMP2    | 40  | Race Performance        | Michel Frey Ralph Meichtry Marc Rostan                    | Oreca 03                         | D     | 177   |
| 11  | LMP2    | 40  | Race Performance        | Michel Frey Ralph Meichtry Marc Rostan                    | Judd-BMW HK 3,6 L V8             | D     | 177   |
| 12  | LMP2    | 45  | Boutsen Energy Racing   | Thor-Christian Ebbesvik Dominik Kraihamer                 | Oreca 03                         | D     | 176   |
| 12  | LMP2    | 45  | Boutsen Energy Racing   | Thor-Christian Ebbesvik Dominik Kraihamer                 | Nissan VK45DE 4,5 L V8           | D     | 176   |
| 13  | LMP2    | 36  | RML                     | Mike Newton Thomas Erdos Ben Collins                      | HPD ARX-01d                      | D     | 176   |
| 13  | LMP2    | 36  | RML                     | Mike Newton Thomas Erdos Ben Collins                      | HPD HR28TT 2,8 L Turbo V6        | D     | 176   |
| 14  | LMP2    | 43  | RLR Msport              | Barry Gates Warren Hughes Rob Garofall                    | MG-Lola EX265                    | D     | 171   |
| 14  | LMP2    | 43  | RLR Msport              | Barry Gates Warren Hughes Rob Garofall                    | Judd-BMW HK 3,6 L V8             | D     | 171   |
| 15  | LMP2    | 35  | OAK Racing              | Andrea Barlesi Frédéric Da Rocha (de) Patrice Lafargue    | OAK Pescarolo 01                 | D     | 171   |
| 15  | LMP2    | 35  | OAK Racing              | Andrea Barlesi Frédéric Da Rocha (de) Patrice Lafargue    | Judd-BMW HK 3,6 L V8             | D     | 171   |
| 16  | LMP2    | 26  | Signatech Nissan        | Franck Mailleux Lucas Ordoñez Jean-Karl Vernay            | Oreca 03                         | M     | 170   |
| 16  | LMP2    | 26  | Signatech Nissan        | Franck Mailleux Lucas Ordoñez Jean-Karl Vernay            | Nissan VK45DE 4,5 L V8           | M     | 170   |
| 17  | FLM     | 95  | Pegasus Racing          | Mirco Schultis Patrick Simon Julien Schell                | Oreca FLM09                      | M     | 169   |
| 17  | FLM     | 95  | Pegasus Racing          | Mirco Schultis Patrick Simon Julien Schell                | Chevrolet LS3 6.2 L V8           | M     | 169   |
| 18  | FLM     | 93  | Genoa Racing            | Aldous Mitchell Jordan Grogor Bassam Kronfli              | Oreca FLM09                      | M     | 169   |
| 18  | FLM     | 93  | Genoa Racing            | Aldous Mitchell Jordan Grogor Bassam Kronfli              | Chevrolet LS3 6.2 L V8           | M     | 169   |
| 19  | FLM     | 99  | JMB Racing              | Kyle Marcelli Chapman Ducote Luca Moro                    | Oreca FLM09                      | M     | 168   |
| 19  | FLM     | 99  | JMB Racing              | Kyle Marcelli Chapman Ducote Luca Moro                    | Chevrolet LS3 6.2 L V8           | M     | 168   |
| 20  | GTE Pro | 51  | AF Corse                | Giancarlo Fisichella Gianmaria Bruni                      | Ferrari 458 Italia GT2           | M     | 168   |
| 20  | GTE Pro | 51  | AF Corse                | Giancarlo Fisichella Gianmaria Bruni                      | Ferrari 4,5 L V8                 | M     | 168   |
| 21  | GTE Pro | 59  | Luxury Racing           | Stéphane Ortelli Frédéric Makowiecki                      | Ferrari 458 Italia GT2           | M     | 167   |
| 21  | GTE Pro | 59  | Luxury Racing           | Stéphane Ortelli Frédéric Makowiecki                      | Ferrari 4,5 L V8                 | M     | 167   |
| 22  | GTE Pro | 77  | Team Felbermayr-Proton  | Marc Lieb Richard Lietz                                   | Porsche 911 GT3 RSR (997)        | M     | 167   |
| 22  | GTE Pro | 77  | Team Felbermayr-Proton  | Marc Lieb Richard Lietz                                   | Porsche 4,0 L Flat-6             | M     | 167   |
| 23  | GTE Pro | 56  | BMW Motorsport          | Andy Priaulx Uwe Alzen                                    | BMW M3 GT2 (E92)                 | D     | 167   |
| 23  | GTE Pro | 56  | BMW Motorsport          | Andy Priaulx Uwe Alzen                                    | BMW 4,0 L V8                     | D     | 167   |
| 24  | GTE Pro | 75  | Prospeed Competition    | Marc Goossens Marco Holzer                                | Porsche 911 GT3 RSR (997)        | M     | 167   |
| 24  | GTE Pro | 75  | Prospeed Competition    | Marc Goossens Marco Holzer                                | Porsche 4,0 L Flat-6             | M     | 167   |
| 25  | LMP2    | 42  | Strakka Racing          | Nick Leventis Danny Watts Jonny Kane                      | HPD ARX-01d                      | M     | 167   |
| 25  | LMP2    | 42  | Strakka Racing          | Nick Leventis Danny Watts Jonny Kane                      | HPD HR28TT 2,8 L Turbo V6        | M     | 167   |
| 26  | GTE Pro | 55  | BMW Motorsport          | Augusto Farfus Jörg Müller                                | BMW M3 GT2 (E92)                 | D     | 167   |
| 26  | GTE Pro | 55  | BMW Motorsport          | Augusto Farfus Jörg Müller                                | BMW 4,0 L V8                     | D     | 167   |
| 27  | GTE Pro | 76  | IMSA Performance Matmut | Patrick Pilet Wolf Henzler                                | Porsche 911 GT3 RSR (997)        | M     | 167   |
| 27  | GTE Pro | 76  | IMSA Performance Matmut | Patrick Pilet Wolf Henzler                                | Porsche 4,0 L Flat-6             | M     | 167   |
| 28  | GTE Pro | 89  | Hankook Team Farnbacher | Dominik Farnbacher Allan Simonsen                         | Ferrari 458 Italia GT2           | H     | 167   |
| 28  | GTE Pro | 89  | Hankook Team Farnbacher | Dominik Farnbacher Allan Simonsen                         | Ferrari 4,5 L V8                 | H     | 167   |
| 29  | GTE Pro | 66  | JMW Motorsport          | Rob Bell James Walker                                     | Ferrari 458 Italia GT2           | D     | 166   |
| 29  | GTE Pro | 66  | JMW Motorsport          | Rob Bell James Walker                                     | Ferrari 4,5 L V8                 | D     | 166   |
| 30  | GTE Pro | 58  | Luxury Racing           | François Jakubowski (de) Anthony Beltoise Nicolas Marroc  | Ferrari 458 Italia GT2           | M     | 164   |
| 30  | GTE Pro | 58  | Luxury Racing           | François Jakubowski (de) Anthony Beltoise Nicolas Marroc  | Ferrari 4,5 L V8                 | M     | 164   |
| 31  | GTE Am  | 67  | IMSA Performance Matmut | Raymond Narac Nicolas Armindo                             | Porsche 911 GT3 RSR (997)        | M     | 164   |
| 31  | GTE Am  | 67  | IMSA Performance Matmut | Raymond Narac Nicolas Armindo                             | Porsche 4,0 L Flat-6             | M     | 164   |
| 32  | GTE Pro | 79  | Jota                    | Simon Dolan Sam Hancock                                   | Aston Martin V8 Vantage GT2      | D     | 164   |
| 32  | GTE Pro | 79  | Jota                    | Simon Dolan Sam Hancock                                   | Aston Martin 4,5 L V8            | D     | 164   |
| 33  | GTE Am  | 63  | Proton Competition      | Gianluca Roda Patrick Long                                | Porsche 911 GT3 RSR (997)        | M     | 163   |
| 33  | GTE Am  | 63  | Proton Competition      | Gianluca Roda Patrick Long                                | Porsche 4,0 L Flat-6             | M     | 163   |
| 34  | FLM     | 92  | Neil Garner Motorsport  | John Hartshorne Steve Keating Phil Keen                   | Oreca FLM09                      | M     | 162   |
| 34  | FLM     | 92  | Neil Garner Motorsport  | John Hartshorne Steve Keating Phil Keen                   | Chevrolet LS3 6.2 L V8           | M     | 162   |
| 35  | GTE Am  | 62  | CRS Racing              | Pierre Ehret Shaun Lynn Roger Willis                      | Ferrari F430 GTC                 | M     | 162   |
| 35  | GTE Am  | 62  | CRS Racing              | Pierre Ehret Shaun Lynn Roger Willis                      | Ferrari 4.0 LV8                  | M     | 162   |
| 36  | GTE Am  | 50  | Larbre Compétition      | Patrick Bornhauser Julien Canal Gabriele Gardel           | Chevrolet Corvette C6.R          | M     | 162   |
| 36  | GTE Am  | 50  | Larbre Compétition      | Patrick Bornhauser Julien Canal Gabriele Gardel           | Chevrolet 5,5 L V8               | M     | 162   |
| 37  | GTE Am  | 61  | AF Corse                | Piergiuseppe Perazzini Marco Cioci Stéphane Lémeret       | Ferrari F430 GTC                 | M     | 162   |
| 37  | GTE Am  | 61  | AF Corse                | Piergiuseppe Perazzini Marco Cioci Stéphane Lémeret       | Ferrari 4,0 L V8                 | M     | 162   |
| 38  | GTE Am  | 88  | Team Felbermayr-Proton  | Horst Felbermayr, Jr. Christian Ried                      | Porsche 911 GT3 RSR (997)        | M     | 162   |
| 38  | GTE Am  | 88  | Team Felbermayr-Proton  | Horst Felbermayr, Jr. Christian Ried                      | Porsche 4,0 L Flat-6             | M     | 162   |
| 39  | GTE Am  | 57  | Krohn Racing            | Tracy Krohn Niclas Jönsson Michele Rugolo                 | Ferrari F430 GTC                 | M     | 161   |
| 39  | GTE Am  | 57  | Krohn Racing            | Tracy Krohn Niclas Jönsson Michele Rugolo                 | Ferrari 4,0 L V8                 | M     | 161   |
| 40  | GTE Pro | 65  | Lotus Jetalliance       | James Rossiter Johnny Mowlem Karl Wendlinger              | Lotus Evora GTE                  | M     | 161   |
| 40  | GTE Pro | 65  | Lotus Jetalliance       | James Rossiter Johnny Mowlem Karl Wendlinger              | Toyota-Cosworth 4,0 L V6         | M     | 161   |
| 41  | GTE Am  | 60  | Gulf AMR Middle East    | Fabien Giroix Roald Goethe Michael Wainwright             | Aston Martin V8 Vantage GT2      | D     | 153   |
| 41  | GTE Am  | 60  | Gulf AMR Middle East    | Fabien Giroix Roald Goethe Michael Wainwright             | Aston Martin 4,5 L V8            | D     | 153   |
| 42  | GTE Am  | 82  | CRS Racing              | Klaas Hummel Adam Christodoulou Phil Quaife               | Ferrari F430 GTC                 | M     | 133   |
| 42  | GTE Am  | 82  | CRS Racing              | Klaas Hummel Adam Christodoulou Phil Quaife               | Ferrari 4,0 L V8                 | M     | 133   |
| Abd | LMP1    | 12  | Rebellion Racing        | Nicolas Prost Neel Jani                                   | Lola B10/60                      | M     | 159   |
| Abd | LMP1    | 12  | Rebellion Racing        | Nicolas Prost Neel Jani                                   | Toyota RV8KLM 3,4 L V8           | M     | 159   |
| Abd | GTE Pro | 70  | Kessel Racing           | Michał Broniszewski Philipp Peter                         | Ferrari 458 Italia GT2           | D     | 118   |
| Abd | GTE Pro | 70  | Kessel Racing           | Michał Broniszewski Philipp Peter                         | Ferrari 4,5 L V8                 | D     | 118   |
| Nc  | GTE Pro | 64  | Lotus Jetalliance       | Lukas Lichtner-Hoyer Martin Rich David Heinemeier Hansson | Lotus Evora GTE                  | M     | 114   |
| Nc  | GTE Pro | 64  | Lotus Jetalliance       | Lukas Lichtner-Hoyer Martin Rich David Heinemeier Hansson | Toyota-Cosworth 4,0 L V6         | M     | 114   |
| Abd | LMP2    | 39  | Pecom Racing            | Luís Pérez Companc Matías Russo Pierre Kaffer             | Lola B11/40                      | M     | 103   |
| Abd | LMP2    | 39  | Pecom Racing            | Luís Pérez Companc Matías Russo Pierre Kaffer             | Judd-BMW HK 3,6 L V8             | M     | 103   |
| Abd | GTE Pro | 71  | AF Corse                | Jaime Melo Toni Vilander                                  | Ferrari 458 Italia GT2           | M     | 92    |
| Abd | GTE Pro | 71  | AF Corse                | Jaime Melo Toni Vilander                                  | Ferrari 4,5 L V8                 | M     | 92    |
| Abd | LMP2    | 46  | TDS Racing              | Mathias Beche Pierre Thiriet Jody Firth                   | Oreca 03                         | M     | 23    |
| Abd | LMP2    | 46  | TDS Racing              | Mathias Beche Pierre Thiriet Jody Firth                   | Nissan VK45DE 4,5 L V8           | M     | 23    |
| Np  | LMP1    | 23  | Mik Corse               | Máximo Cortés Ferdinando Geri Giacomo Piccini             | Zytek 09SC                       | M     | -     |
| Np  | LMP1    | 23  | Mik Corse               | Máximo Cortés Ferdinando Geri Giacomo Piccini             | Zytek ZG348 3.4 L Hybrid V8      | M     | -     |